# Réception des ambassadeurs siamois par l'Empereur Napoléon III au palais de Fontainebleau, 27 juin 1861
La Réception des ambassadeurs siamois par l'Empereur Napoléon III au palais de Fontainebleau, 27 juin 1861 est une huile sur toile du peintre Jean-Léon Gérôme, peinte sur commande de l’État et finie en 1864. Elle est conservée au musée de l'Histoire de France, au château de Versailles, en France.

## Contexte historique

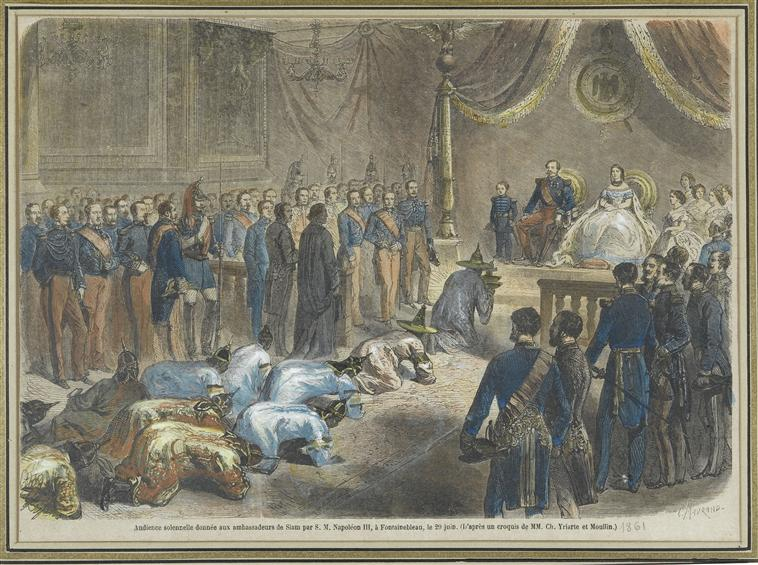
Représentation de l'évènement.

La France mène une politique extérieure importante avec des expéditions à travers le monde. Des expéditions militaires conjointes avec l’Angleterre forcent la Chine à ouvrir six nouveaux ports à l’Europe. Des expéditions en Annam donnent à la France la basse Cochinchine et le protectorat sur le Cambodge. 
Au Siam, c’est Rama IV qui règne depuis 1851. Celui-ci ouvre des négociations avec la Grande-Bretagne, les États-Unis et la France. Un traité est signé le 15 août 1856, qui assure la paix, la liberté religieuse et la liberté de commerce. Rama IV n’apprécie pas que la France négocie des conditions similaires avec le Cambodge. Il envoie une ambassade qui est reçue au château de Fontainebleau le 27 juin 1861 par Napoléon III.

## Une commande importante

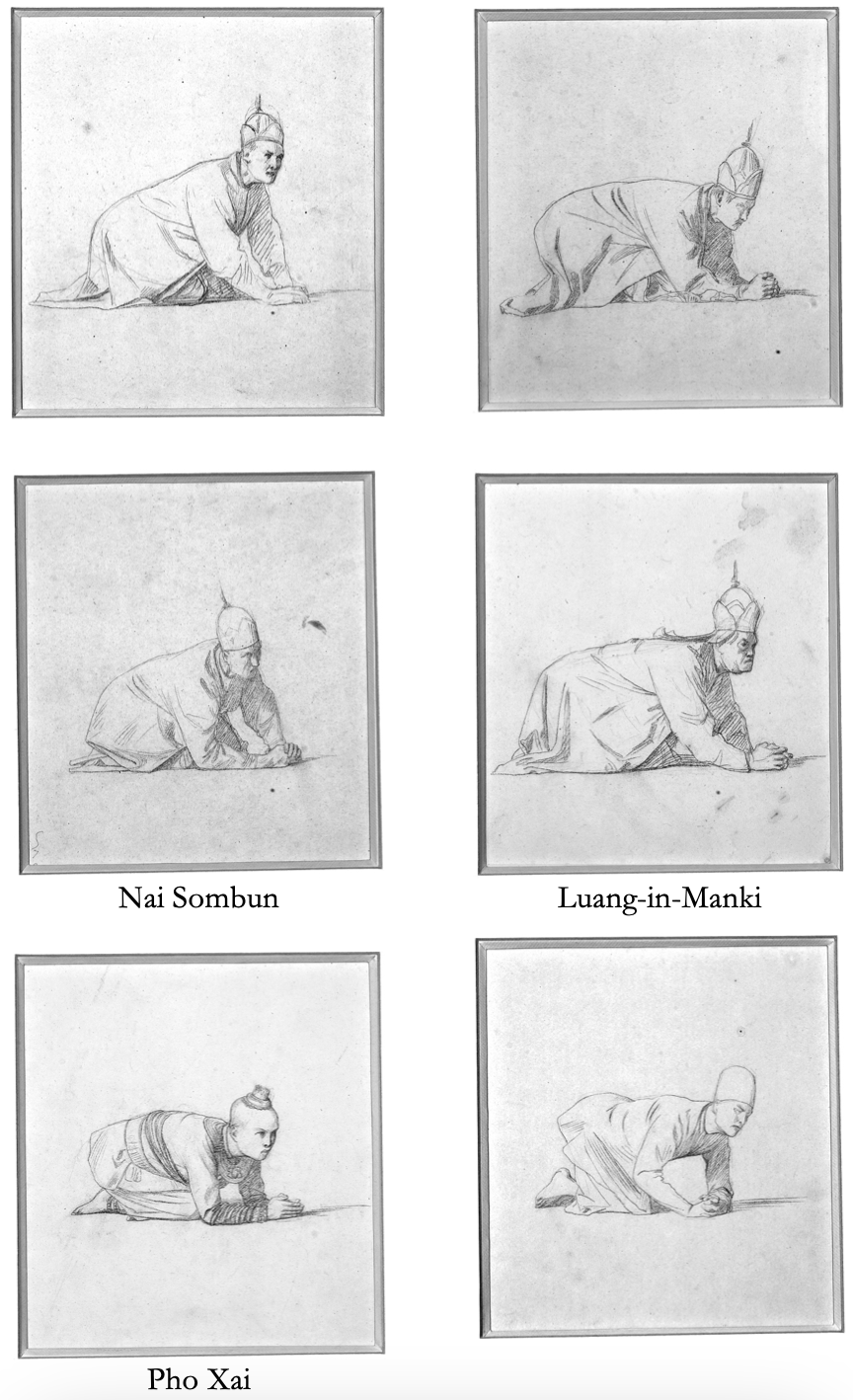
Étude au crayon.

Gérôme est un peintre académique reconnu à l’époque du Second Empire. Avec ses tableaux orientalistes, il est tout désigné pour représenter cet exotique déploiement de faste. 
Ce tableau de grandes dimensions est une commande officielle du ministère d’État pour orner le musée historique de Versailles d’autant que cet événement n’est pas sans rappeler l’ambassade du Siam auprès de Louis XIV.  
Il faut 3 ans à Gérôme pour livrer son travail qui comporte, entre autres, plus de quatre-vingts portraits. Il a pu s’appuyer sur des portraits de Nadar et des croquis qu’il a saisis sur le vif. La « fête impériale » est pour Napoléon III, en quête de légitimité dans la tradition monarchique de l'Ancien Régime, un moyen efficace de propagande. Le tableau est présenté au salon de 1865. L’artiste recevra 20 000 francs pour cette commande.
Même si Gérôme signe l'œuvre de son seul nom, il a eu recours pour le bâtiment à l'aide du peintre Victor Navlet.

## Sujet

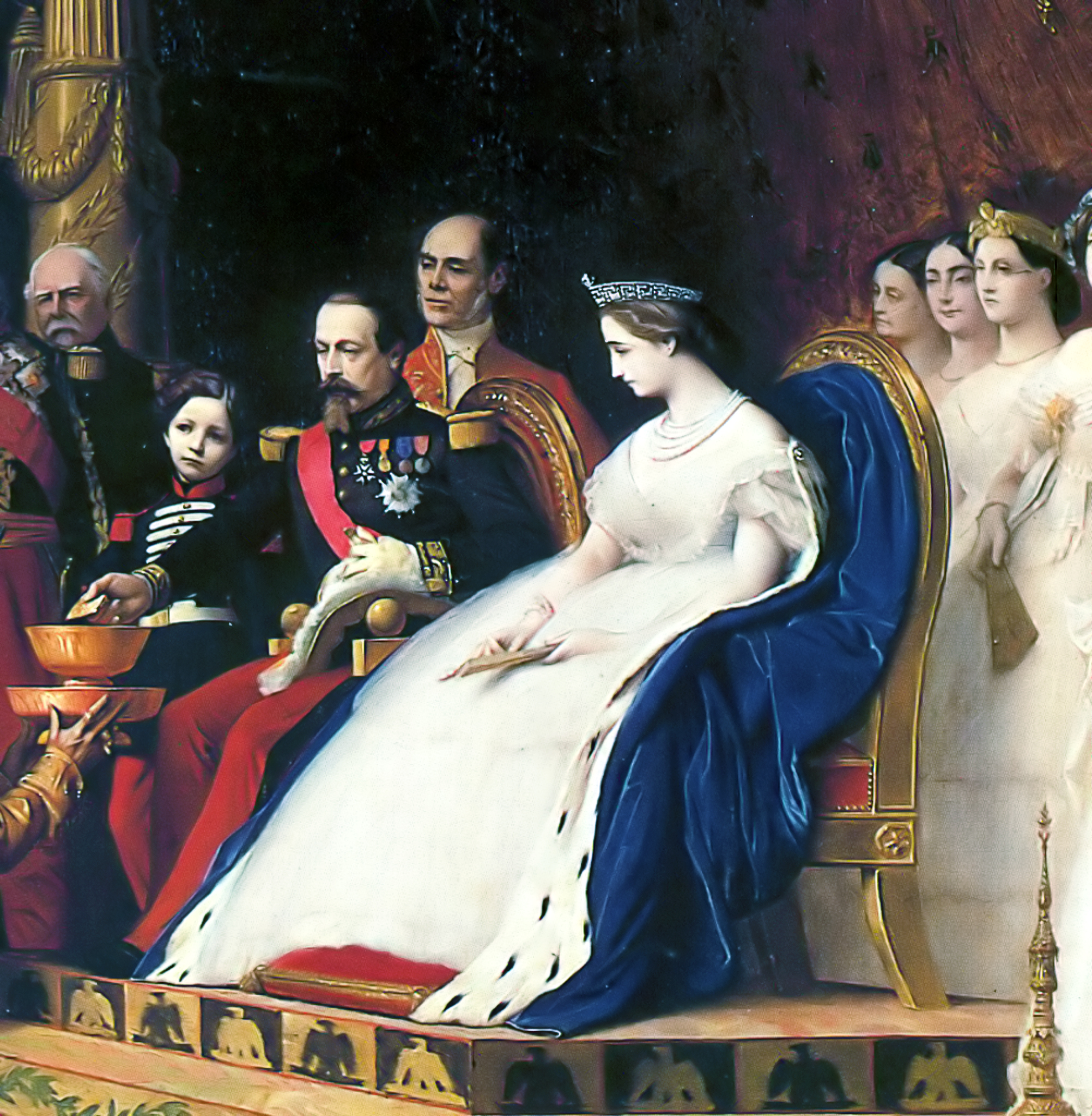
Détail de la famille impériale.

Le sujet du tableau est, comme son nom l’indique, la réception des ambassadeurs siamois par l'Empereur Napoléon III au palais de Fontainebleau. L’action se situe dans la grande salle de bal du château de Fontainebleau le jeudi 27 juin 1861. 
La cadre de l’événement est la salle de bal, longue de 30 m et large de 10 m, elle a une superficie qui dépasse 300 m2. Le couple impérial se trouve à droite de la composition sur une double estrade devant l’emplacement de la cheminée, cachée par un impressionnant dais de velours aux armes de l’empereur et une colonne surmontée de l’aigle impérial.
Napoléon III, Eugénie et le prince impérial, regardent s'avancer devant eux une procession d’ambassadeurs prosternés, soit une quinzaine de personne rampant à quatre pattes en signe de respect.

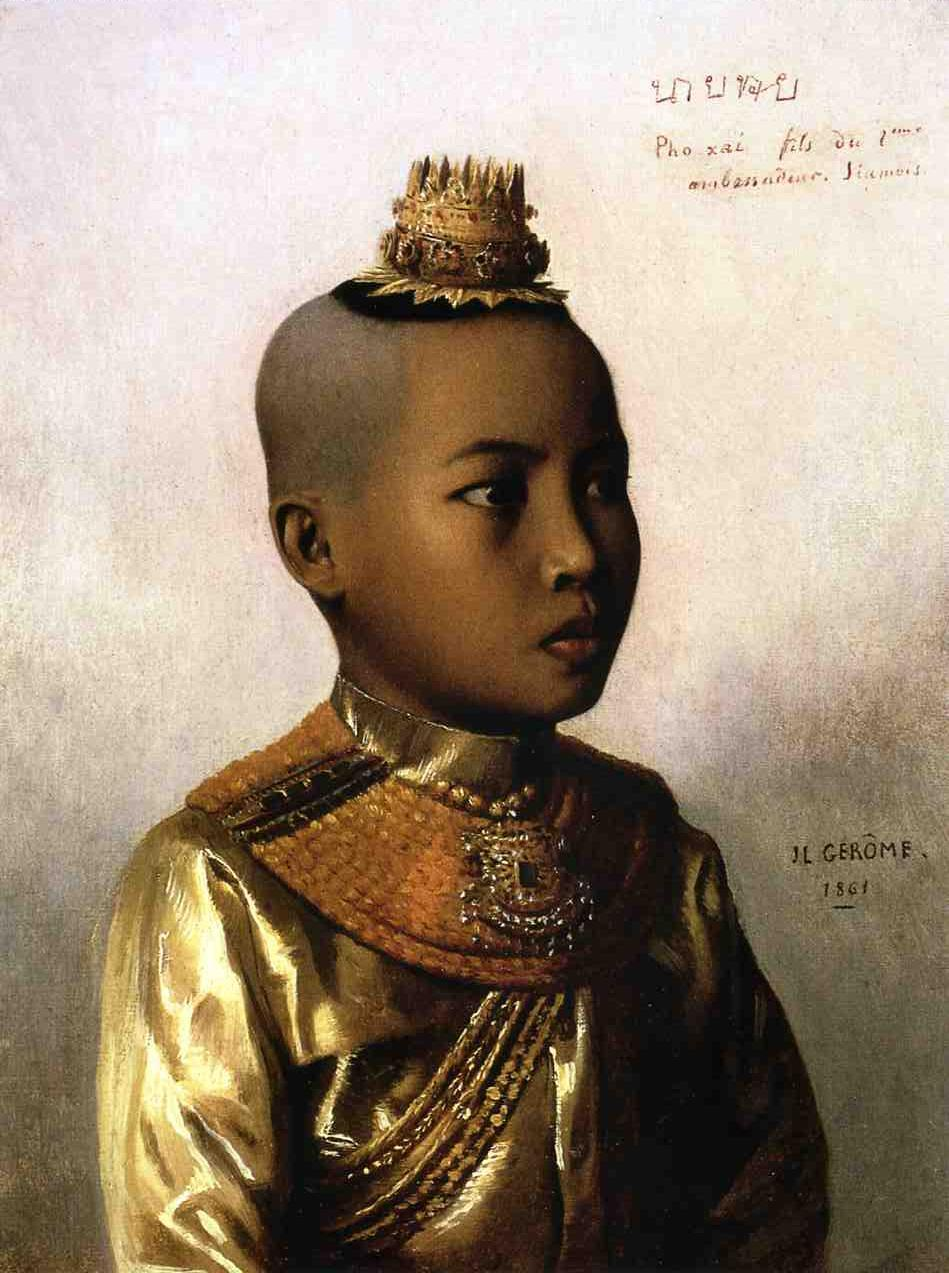
Portrait de Pho Xai.

Les Siamois (des hommes et des enfants) sont coiffés du chapeau traditionnel doré et sont vêtus de robes de soie. Le premier ambassadeur s'appelle Rajikosa Thipusi et est sous-secrétaire d’État aux finances. Il est accompagné plus loin de son fils, Nai Samibin et de son frère Nai Sarb Vijisy. Le second ambassadeur est Phra Navai, chef du conseil du roi Mongkut. Il est accompagné de son fils de douze ans, Pho Xai. Le troisième ambassadeur, Phra Sarong, est l’ambassadeur du 2e roi dont il est le chef de la garde. Debout à côté du second ambassadeur se trouve l’abbé Larnaudie qui tient lieu d’interprète.
La scène qui est représentée est le moment où Napoléon III, sur l’estrade transformée en trône, se saisit de la lettre en or du roi du Siam, que lui présente, sur un plateau avec une coupe, le premier ambassadeur à genoux.
À gauche de l’empereur se trouve l’impératrice en robe blanche dans un grand manteau de cour de bleu et d’hermine. Elle est parée de diamants et porte un diadème orné du « Régent ». Elle est entourée de ses dames d’honneur également vêtues de blanc.
À la droite de l’empereur se trouvent les princes, les dignitaires et le jeune prince impérial.
Au fond gauche se trouvent les courtisans, les acteurs officiels de l’ambassade, les ministres et les maitres de cérémonie. On peut identifier le comte Walewski, le duc de Bassano, le duc de Cambacérès, Mérimée, mais aussi, le peintre qui s’est représenté à l’extrême gauche à côté du garde.

Le Sacre de Napoléon Ier par David.

De nombreux et riches présents sont disposés autour de l’estrade ou dans les alcôves de la salle de bal : couronne, palanquins, parasols à étages, répliques d’objets du roi du Siam qui sont conservés dans le musée chinois de l’impératrice Eugénie. 
Gérôme a cherché à rendre fidèlement les personnes, mais aussi le décor, car on reconnait certaines fresques de la Renaissance de la galerie. Notamment, les fresques de Nicolo dell’Abate d’après Primatice. Il prend la liberté de remplacer les fenêtres de bois par un remplage de pierre. 
Il s’inspire du tableau du Sacre de Napoléon Ier par David. La signature de l'artiste est en bas à droite sur 2 lignes J.L GEROME. et MDCCCLXIV.